# (35099) 1991 GY7
1991 GY7 (asteroide 35099) é um asteroide da cintura principal. Possui uma excentricidade de 0.14404990 e uma inclinação de 1.74681º.
Este asteroide foi descoberto no dia 8 de abril de 1991 por Eric Walter Elst em La Silla.